# Nomada rubra
Nomada rubra är en biart som beskrevs av Smith 1849. Nomada rubra ingår i släktet gökbin, och familjen långtungebin. Inga underarter finns listade i Catalogue of Life.